# Médaille d'or du Svenska Dagbladet

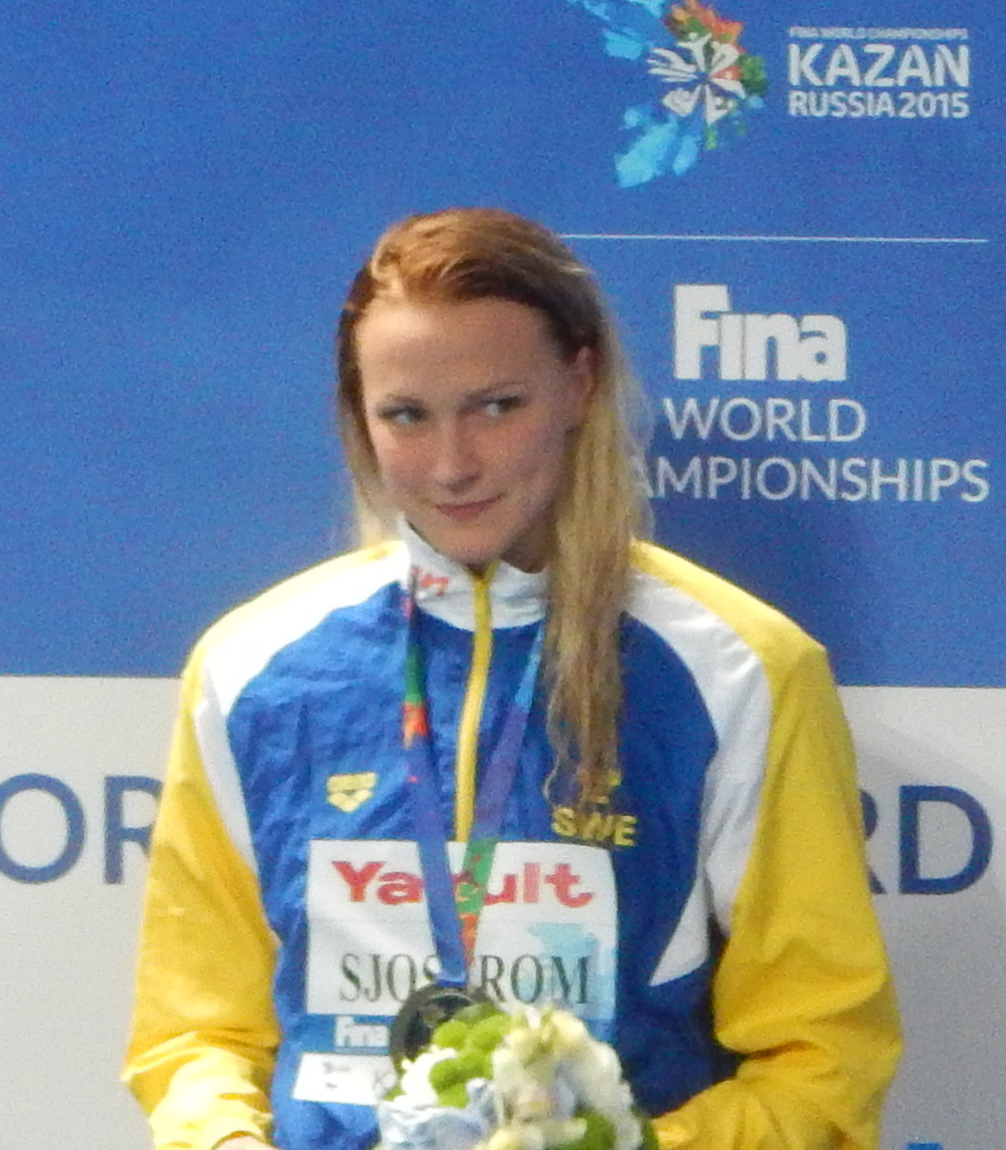
Médaillée Sarah Sjöström en 2015

La médaille d'or du Svenska Dagbladet (ou simplement Bragdguldet) est une récompense annuelle qui désigne la meilleure performance sportive suédoise de l'année depuis 1925.
Les vainqueurs sont choisis par un jury dirigé par le journal Svenska Dagbladet au mois de novembre ou décembre. Ils peuvent être des sportifs individuels ou des équipes.

## Liste des médaillés
| Année | Vainqueur                                                                                      | Sport                           |
| ----- | ---------------------------------------------------------------------------------------------- | ------------------------------- |
| 2020  | Armand Duplantis                                                                               | athlétisme                      |
| 2019  | Tove Alexandersson                                                                             | Course d'orientation            |
| 2018  | Hanna Öberg                                                                                    | Biathlon                        |
| 2017  | Sarah Sjöström                                                                                 | Natation                        |
| 2016  | Henrik Stenson                                                                                 | Golf                            |
| 2015  | Sarah Sjöström                                                                                 | natation                        |
| 2014  | Relais olympique féminin (Ida Ingemarsdotter, Emma Wikén, Anna Haag, Charlotte Kalla)          | Ski de fond                     |
| 2013  | Johan Olsson                                                                                   | Ski de fond                     |
| 2012  | Lisa Nordén                                                                                    | Triathlon                       |
| 2011  | Therese Alshammar                                                                              | Natation                        |
| 2010  | Relais olympique masculin (Marcus Hellner, Johan Olsson, Daniel Richardsson, Anders Södergren) | Ski de fond                     |
| 2009  | Helena Ekholm                                                                                  | Biathlon                        |
| 2008  | Jonas Jacobsson                                                                                | tir                             |
| 2007  | Anja Pärson                                                                                    | Ski alpin                       |
| 2006  | Anja Pärson                                                                                    | Ski alpin                       |
| 2005  | Kajsa Bergqvist                                                                                | Athlétisme                      |
| 2004  | Stefan Holm                                                                                    | athlétisme                      |
| 2003  | Carolina Klüft                                                                                 | athlétisme                      |
| 2002  | Susanne Ljungskog                                                                              | Cyclisme                        |
| 2001  | Per Elofsson                                                                                   | ski de fond                     |
| 2000  | Lars Frölander                                                                                 | natation                        |
| 1999  | Tony Rickardsson                                                                               | Speedway                        |
| 1998  | Équipe de Suède                                                                                | Handball                        |
| 1997  | Ludmila Engquist                                                                               | athlétisme                      |
| 1996  | Agneta Andersson Susanne Gunnarsson                                                            | Canoë-kayak                     |
| 1995  | Annika Sörenstam                                                                               | Golf                            |
| 1994  | Équipe de Suède                                                                                | Football                        |
| 1993  | Torgny Mogren                                                                                  | ski de fond                     |
| 1992  | Jan-Ove Waldner                                                                                | Tennis de table                 |
| 1991  | Pernilla Wiberg                                                                                | Ski alpin                       |
| 1990  | Stefan Edberg                                                                                  | Tennis                          |
| 1989  | Équipe de Suède                                                                                | Tennis de table                 |
| 1988  | Tomas Gustafson                                                                                | Patinage de vitesse             |
| 1987  | Équipe de Suède Marie-Helene Westin                                                            | hockey sur glace Ski de fond    |
| 1986  | Tomas Johansson                                                                                | lutte                           |
| 1985  | Patrik Sjöberg                                                                                 | athlétisme                      |
| 1984  | Gunde Svan                                                                                     | Ski de fond                     |
| 1983  | Håkan Carlqvist                                                                                | Motocross                       |
| 1982  | Mats Wilander                                                                                  | Tennis                          |
| 1981  | Annichen Kringstad                                                                             | Course d'orientation            |
| 1980  | Thomas Wassberg (a refusé puis accepté la médaille)                                            | Ski de fond                     |
| 1979  | Malmö FF                                                                                       | Football                        |
| 1978  | Björn Borg Ingemar Stenmark                                                                    | Tennis Ski alpin                |
| 1977  | Frank Andersson                                                                                | Lutte                           |
| 1976  | Anders Gärderud Bernt Johansson                                                                | athlétisme cyclisme             |
| 1975  | Ingemar Stenmark                                                                               | Ski alpin                       |
| 1974  | Björn Borg                                                                                     | Tennis                          |
| 1973  | Rolf Edling                                                                                    | escrime                         |
| 1972  | Ulrika Knape                                                                                   | Plongée sous-marine             |
| 1971  | Stellan Bengtsson                                                                              | Tennis de table                 |
| 1970  | Gunnar Larsson                                                                                 | natation                        |
| 1969  | Ove Kindvall                                                                                   | football                        |
| 1968  | Toini Gustafsson                                                                               | Ski de fond                     |
| 1967  | Frères de Fåglum : Erik Pettersson Gösta Pettersson Sture Pettersson Tomas Pettersson          | Cyclisme                        |
| 1966  | Kurt Johansson                                                                                 | tir                             |
| 1965  | Kjell Johansson                                                                                | tennis de table                 |
| 1964  | Rolf Peterson                                                                                  | Canoë-kayak                     |
| 1963  | Jonny Nilsson                                                                                  | patinage de vitesse             |
| 1962  | Assar Rönnlund                                                                                 | Ski de fond                     |
| 1961  | Ove Fundin Sten Lundin                                                                         | Speedway Motocross              |
| 1960  | Jane Cederqvist                                                                                | natation                        |
| 1959  | Agne Simonsson                                                                                 | football                        |
| 1958  | Richard Dahl                                                                                   | athlétisme                      |
| 1957  | Dan Waern                                                                                      | athlétisme                      |
| 1956  | Lars Hall Sixten Jernberg                                                                      | Pentathlon moderne Ski de fond  |
| 1955  | Sigvard Ericsson                                                                               | patinage de vitesse             |
| 1954  | Bengt Nilsson                                                                                  | athlétisme                      |
| 1953  | Bertil Antonsson                                                                               | lutte                           |
| 1952  | Valter Nyström                                                                                 | athlétisme                      |
| 1951  | Rune Larsson                                                                                   | athlétisme                      |
| 1950  | Lennart Bergelin                                                                               | Tennis                          |
| 1949  | Gert Fredriksson                                                                               | Canoë-kayak                     |
| 1948  | William Grut                                                                                   | Pentathlon moderne              |
| 1947  | Gösta Frändfors                                                                                | lutte                           |
| 1946  | Arvid Andersson                                                                                | Haltérophilie                   |
| 1945  | Claes Egnell                                                                                   | Pentathlon moderne              |
| 1944  | Nils Karlsson                                                                                  | Ski de fond                     |
| 1943  | Arne Andersson                                                                                 | athlétisme                      |
| 1942  | Gunder Hägg                                                                                    | athlétisme                      |
| 1941  | Alfred Dahlqvist                                                                               | Ski de fond                     |
| 1940  | Henry Kälarne Håkan Lidman                                                                     | athlétisme                      |
| 1939  | Sven Selånger                                                                                  | Saut à ski                      |
| 1938  | Björn Borg                                                                                     | natation                        |
| 1937  | Torsten Ullman                                                                                 | tir                             |
| 1936  | Erik Larsson                                                                                   | Ski de fond                     |
| 1935  | Hans Drakenberg                                                                                | escrime                         |
| 1934  | Harald Andersson                                                                               | athlétisme                      |
| 1933  | Sven Säfwenberg                                                                                | Bandy                           |
| 1932  | Ivar Johansson                                                                                 | lutte                           |
| 1931  | Sven Rydell                                                                                    | football                        |
| 1930  | Johan Richthoff                                                                                | lutte                           |
| 1929  | Gillis Grafström Sven Utterström                                                               | patinage artistique Ski de fond |
| 1928  | Per-Erik Hedlund                                                                               | Ski de fond                     |
| 1927  | Sven Salén                                                                                     | voile                           |
| 1926  | Arne Borg Edvin Wide                                                                           | natation athlétisme             |
| 1925  | Sten Pettersson                                                                                | athlétisme                      |